# Наша дача
«Наша дача» — радянський телефільм 1990 року, знятий режисером Георгієм Шенгелією на ТО «Екран».

## Сюжет
Телефільм. Дія фільму відбувається на колись респектабельній дачі, куди з'їхалися дві родини. Хазяїн дачі — дід Андрій — хотів бачити тут родове гніздо і не припускав, що вона стане предметом сімейного розбрату.

## У ролях
- Іван Лапиков — Андрій Іванович Іванов, дід Андрій
- Людмила Гурченко — Людмила Козлова, дружина Геннадія
- Юозас Будрайтіс — Геннадій Козлов, родич діда Андрія
- Інна Ульянова — Елла Андріївна, дочка Андрія Івановича
- Вадим Захарченко — Пантелеймон Федотов, чоловік Елли
- Олександр Баринов — Володя Федотов
- Олена Морозова — Марина Федотова
- Олена Охлупіна — Олена, дружина Володі
- Георгій Міхалін — роль другого плану
- Марат Волошинський — роль другого плану
- Ігор Єфімов — читає закадровий текст

## Знімальна група
- Режисер — Георгій Шенгелія
- Сценарист — Ігор Агєєв
- Оператор — Лев Бунін
- Композитор — Андрій Леденьов
- Художник — Леван Шенгелія